# Valle-d'Orezza
Valle-d'Orezza (en cors E Valle d'Orezza ) és un municipi francès, situat a la regió de Còrsega, al departament d'Alta Còrsega. L'any 1999 tenia 49 habitants.

## Demografia
| 1962 | 1968 | 1975 | 1982 | 1990 | 1999 |
| ---- | ---- | ---- | ---- | ---- | ---- |
| 53   | 91   | 71   | 65   | 50   | 49   |

## Administració
| Període | Identitat      | Partit | Qualitat |  |
| ------- | -------------- | ------ | -------- |  |
| 2008-   | Michel Sorbara |        |          |  |